# Тиранчик еквадорський
Тира́нчик еквадорський (Phylloscartes gualaquizae) — вид горобцеподібних птахів родини тиранових (Tyrannidae). Мешкає в Андах.

## Опис
Довжина птаха становить 11-12 см. Верхня частина тіла зеленувато-оливкова, крила чорнуваті. Тім'я і лоб сірі, обличчя і горло білуваті. Нижня частина тіла жовта.

## Поширення і екологія
Еквадорські тиранчики мешкають на сходіних схилах Анд від південно-західної Колумбії (Какета) до крайнього південного сходу Еквадору та до північного Перу (Сан-Мартін). Вони живуть у вологих гірських і рівнинних тропічних лісах. Зустрічаються на висоті від 700 до 2000 м над рівнем моря (переважно на висоті до 1500 м над рівнем моря).

## Збереження
МСОП класифікує стан збереження цього виду як близький до загрозливого. Еквадорським тиранчикам загрожує знищення природного середовища.